# الطيور على أشكالها تقع (فلم)
الطيور على أشكالها تقع هو فيلم تلفزي مغربي من إخراج إدريس شويكة سنة 2005، وبطولة كل من محمد بسطاوي، السعدية لديب، فريد الركراكي، عبد الله العمراني، وآخرون.

## القصة
تدور أحداث الفيلم بمدينة مراكش، عن موظف عمومي يملك عدة عقد نفسية تجعل حياته غريبة، لخوفه من أبسط الأمور وتشاؤمه الكبير، إلا أن رغبته في الزواج بزميلته في العمل بدأت تلغي تلك العقد من حياته شيئا فشيئا.

## روابط خارجية
- الفيلم على يوتيوب